# ミカエル・ランドロー
ミカエル・ヴァンサン・アンドレ＝マリー・ランドロー（Mickaël Vincent André-Marie Landreau, 1979年5月14日 - ）は、フランス・ペイ・ド・ラ・ロワール地域圏・ロワール＝アトランティック県・マシュクール出身の元サッカー選手、現サッカー指導者。元フランス代表。現役時代のポジションはGK。

## 経歴

### クラブ
同じくGKだった兄に憧れてサッカーを始め、15歳の時にFCナントの下部組織に入団した。1996年10月2日のSCバスティア戦でトップチームデビューを果たした。正GKのドミニク・カザグランドが負傷離脱し、第2GKのエリック・ルスアールヌも精神面に問題を抱えていたために急遽訪れたチャンスだった。17歳74日でのデビューはリーグ・アンのGKとしては史上最年少であり、この試合ではリュボミール・モラフチクのPKを止めるなど活躍を見せた。カザグランドの復帰後もレギュラーの座を明け渡さず、1996-97シーズンは32戦連続無敗で3位という好成績を残した。20歳の時にナントのキャプテンに就任し、1999-2000シーズンと2000-01シーズンにはクープ・ドゥ・フランス連覇を果たした。2000-01シーズンのリーグ戦ではオリンピック・リヨンなどを抑え、6シーズンぶりのリーグ優勝を果たした。2003-04シーズンのクープ・ドゥ・フランス決勝のパリ・サンジェルマンFC戦では幾度ものセーブを見せ、PK戦では7人中3人のシュートを止めたが、味方の7人中4人がPKを外して準優勝という結果となった。
ナントとの契約は2006年で満了し、6月15日にフリートランスファーでパリ・サンジェルマンFCと4年契約を結んだ。PSGでは不動のレギュラーとして活躍し、リーグ戦は3シーズンで114試合に出場。欠場は0であった。
かつて代表でレギュラー争いをしたグレゴリー・クーペがアトレティコ・マドリードから加入したため、2009年6月29日に3年契約でリールへ移籍した。しかし、移籍が発表された5日後の7月4日の練習中に着地を誤って右膝靭帯を負傷し、全治6ヶ月と診断された。その影響で2009-10シーズン序盤はリュドヴィク・ビュテルにポジションを譲ったが、10月31日のグルノーブル・フット38戦で予定よりも3ヶ月早く復帰した。その後、チームは尻上がりに調子を挙げて最終的に4位に滑り込みUEFAヨーロッパリーグ出場権を獲得した。2011年2月13日のトゥールーズFC戦にフル出場して史上18人目となるリーグ・アン通算500試合出場を達成した。2010-11シーズンはリーグ戦全38試合にフル出場し、安定した守りでチームの57年ぶりのリーグ優勝に貢献した。
2012年12月7日、リールとの契約を解除し、退団。12月23日にSCバスティアとの契約が発表された。2013年12月4日、ACアジャクシオ戦においてリーグ戦603試合目の出場を果たし、リーグ・アン歴代最多出場記録を更新。2014年5月、シーズン限りでの現役引退を表明した。

### 代表
U-15世代で初めて世代別フランス代表に招集された。U-21フランス代表ではキャプテンも務め、1997年のFIFAワールドユース選手権に出場した。
2001年には、代表キャップゼロながらFIFAコンフェデレーションズカップのメンバー入りを果たし、この大会のメキシコ戦でデビューを果たした。しかし翌年開催された2002 FIFAワールドカップには招集されなかった。その後、ファビアン・バルテズ、グレゴリー・クーペに次ぐ第GKとしての地位を確立し、UEFA EURO 2004、2006 FIFAワールドカップには共にメンバー入りするも出場機会はなかった。ワールドカップ終了後にバルテズが現役引退し、代わって正GKになったクーペが負傷により長期離脱したため、UEFA EURO 2008予選途中からは正GKを任された。しかし、レイモン・ドメネク監督から信頼を得ることはできず、クーペの復帰後は再び控えに戻っている。さらにクラブでは不調に陥り、スティーヴ・マンダンダとセバスティアン・フレイに押し出される形でUEFA EURO 2008本選のメンバーから落選した。
その後はマンダンダのほかにウーゴ・ロリスとセドリック・カラッソが台頭しこの3人の前に代表入りを果たせずにいたが、2012年9月8日に約4年ぶりの代表復帰を果たした。

### 指導者
2016年8月、パリFCのアシスタントコーチに就任。
2017年5月、リーグ・ドゥに降格したFCロリアンと4年契約を結んだ。しかし2019年5月に、昇格を逃したため契約途中で退任した。

## プレースタイル
反応スピードや判断力、ポジショニングなど、ゴールキーパーに必要な素質をバランスよく備えている。足下の技術に自信があり、積極的にゴールマウスから飛び出すプレーも特長である。PKストッパーとして知られ、デビューから2010-11シーズン途中までの約15年間で、フランス最多となる公式戦通算37本のPKを止めている（PK戦を含む）。

## 所属クラブ
- 1996-2006  FCナント
- 2006-2009  パリ・サンジェルマンFC
- 2009-2012  リール
- 2013-2014  SCバスティア

## 個人成績

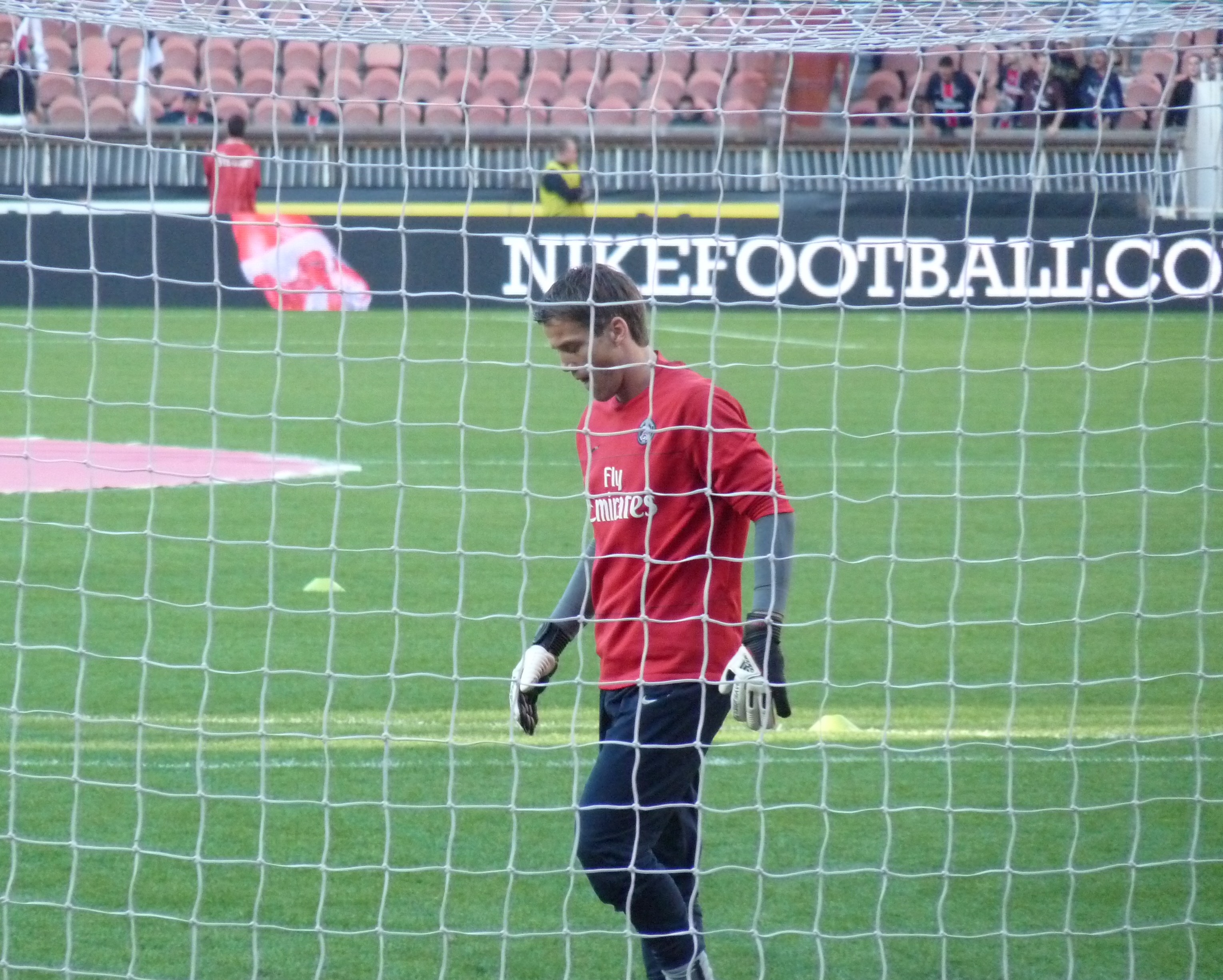
PSG時代

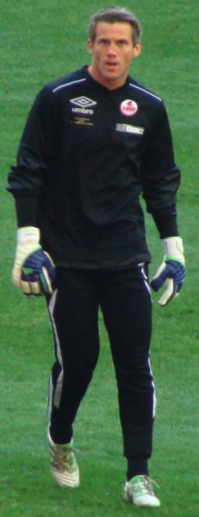
リール時代

```
 
2014年5月16日現在
[
9
]
```

| クラブ     | シーズン | 出場 | 得点 |
| ---------- | -------- | ---- | ---- |
| ナント     | 1996-97  | 29   | 0    |
| ナント     | 1997-98  | 33   | 0    |
| ナント     | 1998-99  | 31   | 0    |
| ナント     | 1999-00  | 33   | 0    |
| ナント     | 2000-01  | 33   | 0    |
| ナント     | 2001-02  | 33   | 0    |
| ナント     | 2002-03  | 36   | 0    |
| ナント     | 2003-04  | 34   | 0    |
| ナント     | 2004-05  | 37   | 0    |
| ナント     | 2005-06  | 36   | 0    |
| ナント     | 合計     | 335  | 0    |
| PSG        | 2006-07  | 38   | 0    |
| PSG        | 2007-08  | 38   | 0    |
| PSG        | 2008-09  | 38   | 0    |
| PSG        | 合計     | 114  | 0    |
| リール     | 2009-10  | 28   | 0    |
| リール     | 2010-11  | 38   | 0    |
| リール     | 2011-12  | 38   | 0    |
| リール     | 2012-13  | 15   | 0    |
| リール     | 合計     | 119  | 0    |
| バスティア | 2012-13  | 19   | 0    |
| バスティア | 2013-14  | 30   | 0    |
| バスティア | 合計     | 49   | 0    |
| 通算       | 通算     | 617  | 0    |

## 代表歴

### 出場大会
- フランス代表
  - 2006 FIFAワールドカップ
  - 2014 FIFAワールドカップ

### 試合数
- 国際Aマッチ 11試合 0得点（2001年-2007年）[10]

| フランス代表 | 国際Aマッチ | 国際Aマッチ |
| 年           | 出場        | 得点        |
| ------------ | ----------- | ----------- |
| 2001         | 1           | 0           |
| 2002         | 0           | 0           |
| 2003         | 1           | 0           |
| 2004         | 1           | 0           |
| 2005         | 0           | 0           |
| 2006         | 1           | 0           |
| 2007         | 7           | 0           |
| 通算         | 11          | 0           |

## タイトル

### クラブ
- FCナント
  - リーグ・アン: 2000-2001
  - クープ・ドゥ・フランス: 1998-1999, 1999-2000
  - トロフェ・デ・シャンピオン: 1999, 2001

- パリ・サンジェルマンFC
  - クープ・ドゥ・ラ・リーグ: 2007-2008

- LOSCリール・メトロポール
  - リーグ・アン: 2010-2011
  - クープ・ドゥ・フランス: 2010-2011

### 代表
- フランス代表
  - 2006 FIFAワールドカップ: 準優勝

## 指導歴
- 2016年 - 2017年  パリFC アシスタントコーチ
- 2017年 - 2019年  FCロリアン 監督